# Вицлебен (город)
Вицлебен (нем. Witzleben) — община в Германии, в земле Тюрингия.
Входит в состав района Ильм. Подчиняется управлению Рихгаймер Берг. Население составляет 703 человека (на 31 декабря 2010 года). Занимает площадь 22,60 км².
Коммуна подразделяется на 3 сельских округа.

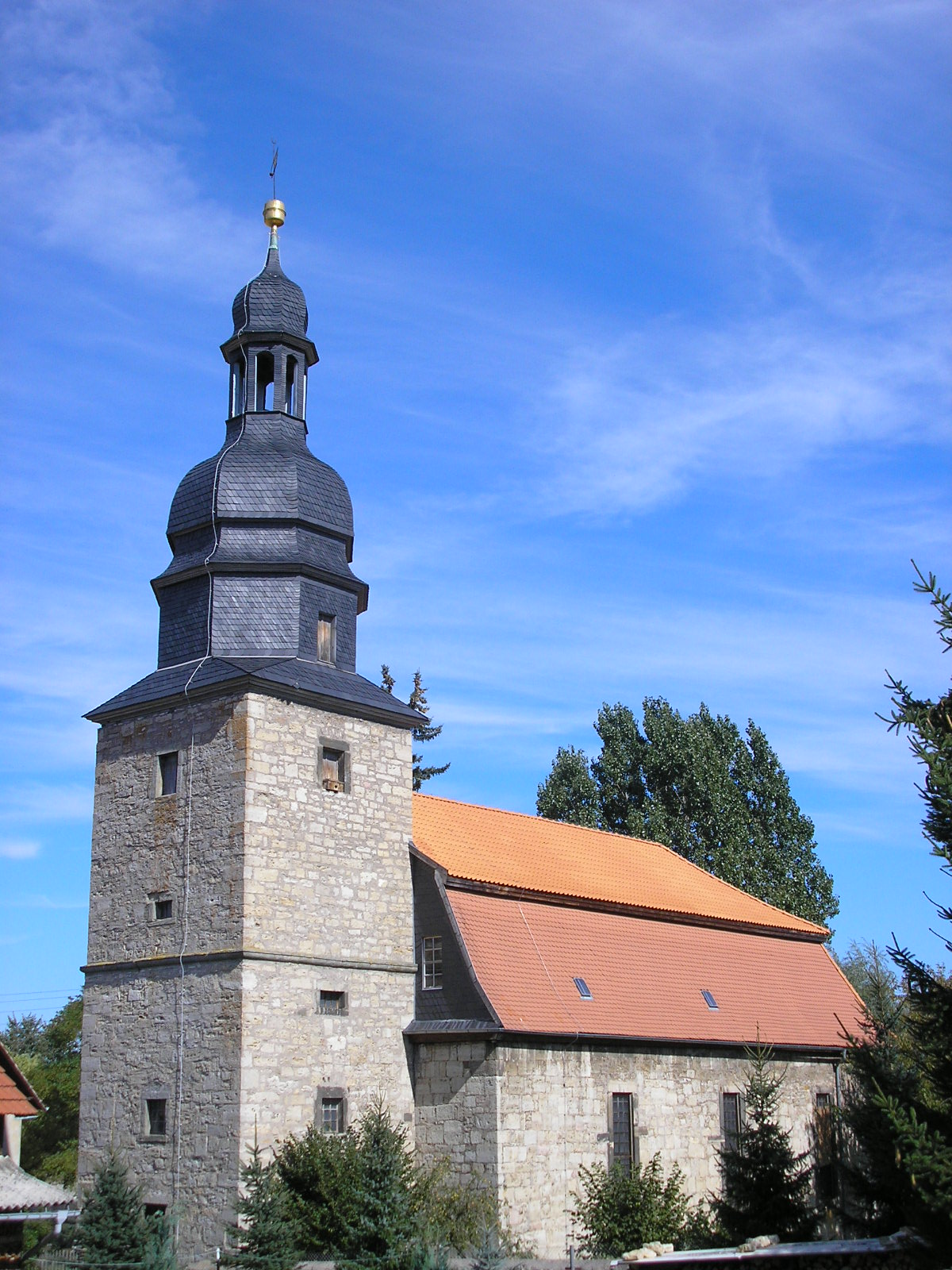
Церковь